# Motore Citroën Serie D
I motori Citroën Serie D sono una famiglia di motori a scoppio prodotti dal 1955 al 1976 dalla Casa automobilistica francese Citroën.

## Caratteristiche ed evoluzione

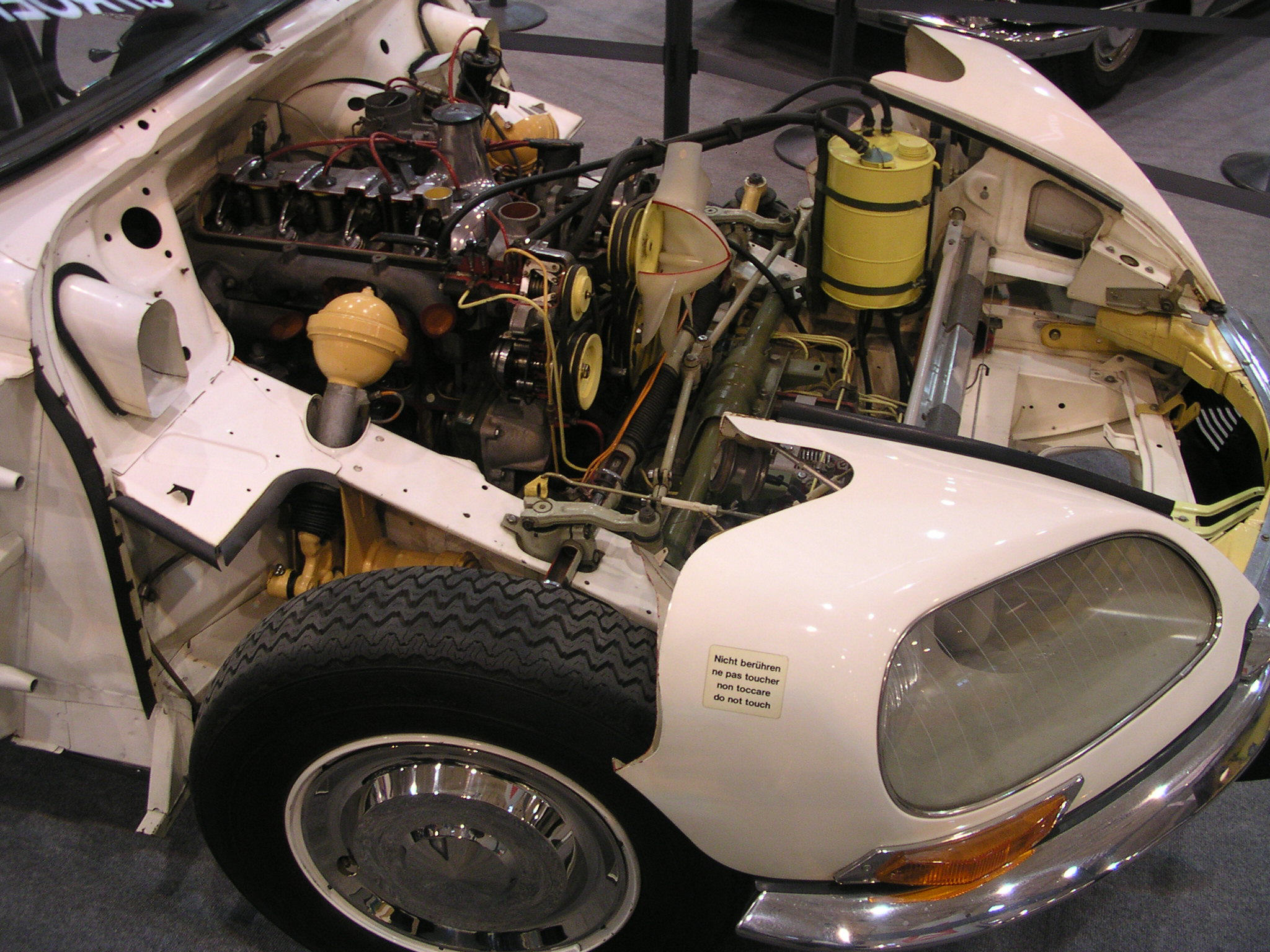
Spaccato di DS in cui si nota chiaramente uno dei motori della Serie D

Questa famiglia di motori è nota in primis per aver equipaggiato unicamente la Citroën DS e la sua derivata più economica, la ID. Questa gamma di motori, che ha avuto il suo primo esponente in un 1.9 a carburatore, si è via via evoluta e articolata fino a raggiungere i 2.3 litri e l'alimentazione a iniezione elettronica.

La nascita del primo motore della Serie D si ricollega in maniera immediata alla storia della Citroën Traction Avant e del motore che equipaggiava la versione 11CV. Di questo motore venne infatti mantenuta gran parte delle caratteristiche costruttive, e precisamente:
- architettura a 4 cilindri in linea;
- monoblocco in ghisa;
- testata in lega di alluminio;
- distribuzione a un asse a camme laterale.

Per equipaggiare la futura ammiraglia Citroën, si decise di puntare su un'evoluzione del vecchio 1.9 della Traction Avant per motivi di costo. Infatti, la messa a punto di un precedente motore, inizialmente candidato a finire sotto il cofano della DS, fu ben presto accantonata per problemi di affidabilità e a quel punto, le risorse economiche destinate al progetto TGD (da cui sarebbe poi derivata appunto la DS) stavano iniziando a scarseggiare.

In poco tempo, quindi, l'anno 1954 vide i tecnici della Casa rimettere mano al motore 1.9 da 11 cavalli fiscali (secondo l'allora vigente legislazione francese): da lì, come già detto, si sarebbe originata tutta una serie di motori, tutti facenti parte della Serie D.

Da questa famiglia di motori ne è stata in seguito derivata un'altra, più numerosa e articolata, ossia la famiglia dei motori della Serie M, composta sia da versioni a benzina che da versioni diesel, e destinata all'erede della DS e della ID, ossia la CX.

### Il 1.9 della Serie D
La versione da 1.9 litri è stata quella di maggior valore storico perché derivata dalla storica Traction Avant 11CV. A partire da questa base motoristica, sono state mantenute le misure di alesaggio e corsa, pari a 78x100 mm, per una cilindrata totale di 1911 cm³. Un aspetto molto importante, relativo unicamente alla versione da 1.9 litri e che merita di essere sottolineata, sta nel fatto che questo motore è l'unico della Serie D ad avere solo tre supporti di banco, mentre le versioni di cilindrata maggiore ne avevano cinque. Per questo, il motore da 1,9 litri è il meno moderno ed è stato quello montato solo nelle prime varianti delle gamme DS e ID. Nel corso degli anni la versione da 1.9 litri è stata declinata in più varianti:
- DS19: questa sigla, comunemente attribuita alla Citroën DS con motore da 1.9 litri, ne identifica in realtà anche il propulsore stesso. Più precisamente, la sigla DS19 identifica la primissima variante da 1.9 litri, quella derivata direttamente dall'equivalente unità motrice impiegata sulla Traction Avant. Rispetto a quest'ultima sono state modificate le camere di scoppio, ora di tipo emisferico, i condotti di aspirazione e scarico, la distribuzione, con un differente asse a camme, e il rapporto di compressione, salito da 6,5 a 7,5:1. Inoltre ci fu l'adozione di speciali pistoni bombati. L'alimentazione è stata affidata a un carburatore doppio corpo invertito Weber 24/30 DCLC (ma in alcuni altri casi veniva impiegato uno Zenith 24/30 EEAC). In questa nuova configurazione, il propulsore erogava fino a 75 CV (contro i 59 della Traction Avant) a 4500 giri/min, con un picco di coppia pari a 137 Nm a 3000 giri/min.
- DA: a partire dal mese di marzo del 1961, il motore DS19 è stato sostituito dal motore DA, che differiva dal precedente motore per l'innalzamento del rapporto di compressione da 7,5 a 8,5:1, con conseguente aumento della potenza massima da 75 a 83 CV a 4500 giri/min. La coppia massima, invece, lievitò a 141 Nm a 3500 giri/min. Altre differenze con il precedente motore DS19 stavano nel carburatore di nuovo tipo e nel nuovo sistema di accensione, che sfruttava un nuovo impianto elettrico da 12 V, in luogo del precedente da 6 V, e una nuova dinamo da 300 W al posto di quella precedente, che era da 210 W.
- ID19: analogamente a quanto già visto per il propulsore DS19, omonimo della vettura su cui è stato montato, anche la ID19, intesa come vettura, montava un motore che utilizzava la stessa sigla. Questo motore, destinato per la precisione alla ID19 Normale, ossia alla versione di base della gamma ID, era quello che per prestazioni e caratteristiche intrinseche si avvicinava maggiormente al 1.9 montato a suo tempo sulla Traction Avant 11CV. Il rapporto di compressione era di 6,8:1, mentre l'alimentazione avveniva mediante un carburatore monocorpo. La potenza massima raggiunta da questo motore era di 62 CV a 4000 giri/min, mentre la coppia massima era di 124,6 Nm a 2500 giri/min.
- DM: la sigla DM identifica un'altra variante del 1.9 Citroën appartenente alla Serie D. Qui, il rapporto di compressione è stato portato a 7:1. Anche in questo caso, l'alimentazione è stata affidata a un carburatore monocorpo. La potenza massima era di 66 CV a 4500 giri/min, mentre la coppia massima era di 132,4 Nm a 3000 giri/min. Questo motore, introdotto nel maggio del 1957, in contemporanea con il meno potente motore utilizzato sulla ID19 Normale, ha subito un aggiornamento nel 1964, consistente nell'innalzamento del rapporto di compressione da 7 a 7,5:1, e nel conseguente aumento della potenza massima a 75 CV a 4500 giri/min, con coppia massima di 140 Nm a 3000 giri/min.
- DE: questo motore è simile a quello siglato DM, ma la sua potenza è stata portata a 81 CV a 4750 giri/min, con una coppia massima di 140 Nm a 3500 giri/min.
- DS: questa particolare variante non è stata destinata che alle ID19 previste per alcuni mercati esteri, ed era caratterizzata dalla potenza innalzata a 83 CV a 4500 giri/min, con una coppia massima di 142 Nm a 3000 giri/min. Era dunque molto simile all'unità DA di pari potenza, e non ne differiva che per pochi dettagli.

### Il 2 litri della Serie D
Introdotto nel 1965, il 2 litri della Serie D propone delle novità di rilievo: innanzitutto, si trattava di un motore a cinque supporti di banco, contro i tre supporti di banco della prendedente unità da 1,9 litri. Inoltre, altro aspetto di fondamentale importanza, i cilindri erano assai differenti dal punto di vista dimensionale, poiché l'alesaggio e la corsa erano stati portati rispettivamente a 86 e a 85,5 mm. Ciò ha comportato un aumento di cilindrata, che raggiungeva così i 1985 cm³. L'accensione divenne a bobina e ruttore, mentre nel 1.9 era a doppia bobina e ruttore. Rimase inizialmente invariata la soluzione della dinamo da 300 W (sostituita da un alternatore da 520 W a partire dal 1967). Per l'alimentazione, si scelse di utilizzare il carburatore doppio corpo 24/30, già montato nei 1.9 più performanti. Sono almeno sei le varianti realizzate su questa base motoristica. Tre di queste, contrassegnate dalle lettere DY, hanno trovato applicazione sia su modelli DS, sia su modelli ID, sia ancora su modelli Break (considerati spesso un ibrido tra le prime due, ma con carrozzeria familiare). Le altre tre varianti sono invece contrassegnate dalle lettere DV e sono state montate unicamente su modelli ID:
- DY: la sigla DY identifica il primo 2 litri della Serie D in ordine cronologico: esso era caratterizzato da un rapporto di compressione pari a 8.75:1 e da una potenza massima di 90 CV a 5250 giri/min (la corsa accorciata ha contribuito ad aumentare il regime di giri in cui si ottengono le massime prestazioni), mentre la coppia massima era di 146 Nm a 3000 giri/min.
- DY2: nel mese di ottobre del 1968, il 2 litri DY venne aggiornato, divenendo così il motore DY2. Tale motore manteneva invariato il rapporto di compressione, ma grazie ad alcune modifiche in altre zone del motore, la potenza salì a 103 CV a 5500 giri/min, mentre la coppia massima venne portata a 149 Nm a 3400 giri/min.
- DY3: il motore DY3 è stato a sua volta un'ulteriore evoluzione del motore DY2. Qui la potenza raggiungeva 108 CV a 5500 giri/min, mentre la coppia massima, raggiunta a 4000 giri/min, era di 152 Nm.
- DV: il motore DV, sempre da 1985 cm³ di cilindrata, è stato introdotto nel settembre del 1966, ed è stato proposto unicamente nella ID19 prodotta appunto dal settembre 1966 al settembre del 1968. Tra le caratteristiche di tale motore vi erano il rapporto di compressione pari a 8:1, ma anche la potenza massima di 84 CV a 5250 giri/min e la coppia massima di 144 Nm a 3000 giri/min.
- DV2: a partire dal mese di ottobre del 1968, il motore DV2 sostituì il motore DV: fermo restando il rapporto di compressione, la potenza salì a 91 CV a 5750 giri/min, mentre la coppia massima raggiunse 146 Nm a 4000 giri/min.
- DV3: analogamente, il motore DV3 sostituì il motore DV2 a partire dal settembre 1971: qui il rapporto di compressione è stato invece innalzato e portato a 8,75:1. Di conseguenza, la potenza massima ha raggiunto 98 CV a 5500 giri/min, mentre la coppia massima era di 147 Nm a 3000 giri/min.

### Il 2.2 litri della Serie D

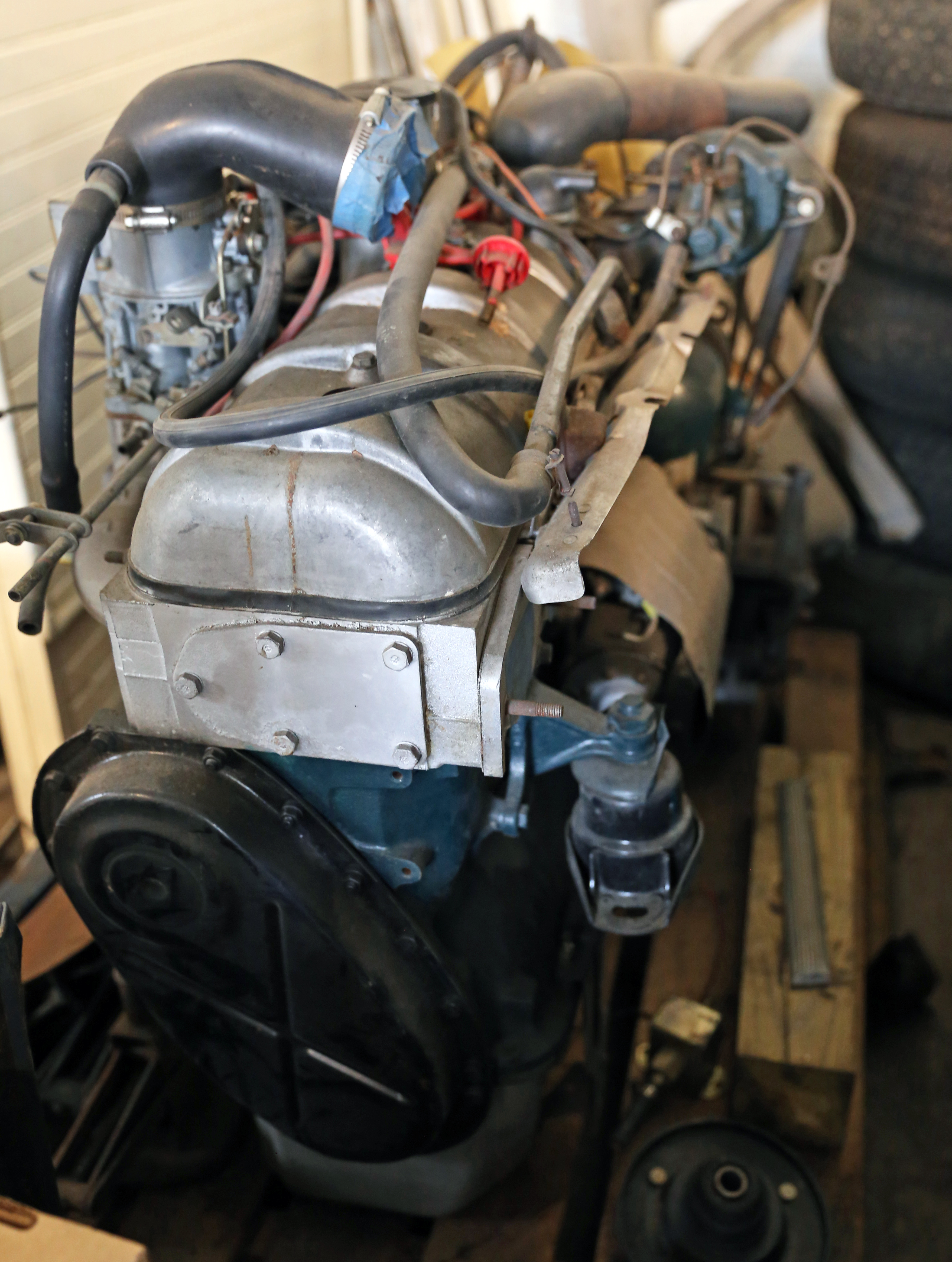
Il motore di una DS 21

Spesso capita di trovarlo descritto in alcune fonti come motore da 2.1 litri, ma tecnicamente va catalogato tra i 2.2 litri. Questo motore viene introdotto nel mese di ottobre del 1965 come l'unità da 2 litri, di cui rappresenta una variante rialesata. Qui, il diametro dei cilindri passa da 86 a 90 mm, mentre la corsa resta invariata. Ne consegue una cilindrata cresciuta fino a 2175 cm³. Anche questa unità motrice, come quella da 2 litri era a cinque supporti di banco. Questo motore, nato con alimentazione a carburatore, venne in seguito evoluto e proposto anche con alimentazione a iniezione elettronica. L'accensione era affidata inizialmente a un impianto elettrico da 12V con dinamo da 400 W. Solo a partire dal 1967 venne introdotto un alternatore da 520 W. Tale motore è esistito in tre varianti, descritte brevemente di seguito:
- DX: è la prima variante in ordine cronologico, quella introdotta nella seconda metà del 1965. Caratterizzata da un rapporto di compressione pari a 8,75:1, montava un carburatore invertito doppio corpo Weber 28/36 DDE2E ed erogava una potenza massima di 109 CV a 5500 giri/min, con un picco di coppia pari a quasi 173.6 Nm a 3000 giri/min.
- DX2: introdotta nell'ottobre del 1968, in concomitanza con il lancio della seconda serie delle gamme DS/ID, il motore DX2 era caratterizzato da una potenza massima di 115 CV a 5750 giri/min.
- DX3: questa sigla identifica la variante a iniezione elettronica. Tale sistema di alimentazione, che stava iniziando a diffondersi proprio in quegli anni, anche se limitatamente alle vetture di classe superiore, era di tipo indiretto, era gestito elettronicamente ed è stato realizzato dalla Bosch. Tra le altre caratteristiche figura il rapporto di compressione portato a 9:1, la potenza massima di 139 CV a 5250 giri/min e la coppia massima di 196 Nm a 4000 giri/min.

### Il 2.3 litri della Serie D
La versione da 2.3 litri viene introdotta nell'agosto del 1972, in sostituzione del 2.2 litri. Essa nacque da un'ulteriore rialesatura dei cilindri, il cui diametro è stato portato da 90 a 93,5 mm, mentre la corsa rimase nuovamente invariata. Da ciò scaturì un propulsore della cilindrata di 2347 cm³, proposto in due varianti, una a carburatore e l'altra a iniezione elettronica. Quest'ultima ha rappresentato l'evoluzione più alta dell'intera famiglia di motori Serie D. Entrambe le varianti hanno cessato di essere prodotte nel maggio del 1975. Tra l'altro, la storia di tale versione non termina con la fine dei motori della Serie D, ma prosegue ancora per qualche anno sotto forma di motore M23, che in pratica con poche modifiche e aggiornamenti verrà montato sull'erede della DS stessa, vale a dire la CX.

Di seguito vengono descritte brevemente le caratteristiche delle due varianti:
- DX4: era la variante a carburatore, e più precisamente montava un doppio corpo Weber 28/36 DDE2. Questa variante, chiamata a sostituire il motore DX2, ossia il 2.2 litri a carburatore da 115 CV, era caratterizzata da un rapporto di compressione pari a 8,75:1. La potenza massima erogabile da questo propulsore era di 124 CV a 5750 giri/min, mentre la coppia massima era di 187,3 Nm a 3500 giri/min.
- DX5: questa sigla identificava la variante a iniezione elettronica, che andava a sostituire l'unità DX3. Come quest'ultima, il sistema di alimentazione era a iniezione indiretta, e veniva prodotto dalla Bosch. Il rapporto di compressione era stato innalzato a 9:1, con una potenza massima salita a 141 CV a 5500 giri/min e una coppia massima di 201 Nm a 3500 giri/min.

### Riepilogo caratteristiche e applicazioni
| Variante                                       | Rapporto di compressione                    | Alimentazione                                                           | Potenza CV/rpm                              | Coppia Nm/rpm                               | Applicazioni                                | Anni di produzione                          |
| Varianti da 1.9 litri: 1911 cm³ (78x100 mm)    | Varianti da 1.9 litri: 1911 cm³ (78x100 mm) | Varianti da 1.9 litri: 1911 cm³ (78x100 mm)                             | Varianti da 1.9 litri: 1911 cm³ (78x100 mm) | Varianti da 1.9 litri: 1911 cm³ (78x100 mm) | Varianti da 1.9 litri: 1911 cm³ (78x100 mm) | Varianti da 1.9 litri: 1911 cm³ (78x100 mm) |
| ---------------------------------------------- | ------------------------------------------- | ----------------------------------------------------------------------- | ------------------------------------------- | ------------------------------------------- | ------------------------------------------- | ------------------------------------------- |
| ID19                                           | 6,8                                         | carburatore monocorpo                                                   | 62/4000                                     | 124,6/2500                                  | Citroën ID19 Normale                        | 1957-60                                     |
| DM                                             | 7                                           | carburatore monocorpo                                                   | 66/4500                                     | 132,4/3000                                  | Citroën ID19 Luxe/Confort/S                 | 1957-64                                     |
| DM                                             | 7                                           | carburatore monocorpo                                                   | 66/4500                                     | 132,4/3000                                  | Citroën ID19 Cabriolet                      | 1960-64                                     |
| DM                                             | 7,5                                         | carburatore monocorpo                                                   | 75/4500                                     | 140/3000                                    | Citroën ID19 S                              | 1964-65                                     |
| DS19                                           | 7,5                                         | carburatore doppio corpo invertito Weber 24/30 DCLC o Zenith 24/30 EEAC | 75/4500                                     | 137/3000                                    | Citroën DS19                                | 1955-61                                     |
| DS19                                           | 7,5                                         | carburatore doppio corpo invertito Weber 24/30 DCLC o Zenith 24/30 EEAC | 75/4500                                     | 137/3000                                    | Citroën DS19 Cabriolet                      | 1960-62                                     |
| DE                                             | 8                                           | carburatore doppio corpo invertito Weber 24/30 DCLC o Zenith 24/30 EEAC | 81/4750                                     | 140/3500                                    | Citroën ID19                                | 1965-66                                     |
| DA                                             | 8,5                                         | carburatore doppio corpo invertito Weber 24/30 DCLC o Zenith 24/30 EEAC | 83/4500                                     | 141/3500                                    | Citroën DS19                                | 1961-65                                     |
| DA                                             | 8,5                                         | carburatore doppio corpo invertito Weber 24/30 DCLC o Zenith 24/30 EEAC | 83/4500                                     | 141/3500                                    | Citroën ID19 Break                          | 1963-66                                     |
| DA                                             | 8,5                                         | carburatore doppio corpo invertito Weber 24/30 DCLC o Zenith 24/30 EEAC | 83/4500                                     | 141/3500                                    | Citroën ID19 Cabriolet                      | 1962-65                                     |
| DA                                             | 8,5                                         | carburatore doppio corpo invertito Weber 24/30 DCLC o Zenith 24/30 EEAC | 83/4500                                     | 141/3500                                    | Citroën DS19 Cabriolet                      | 1962-65                                     |
| DS1                                            | 8,5                                         | carburatore doppio corpo invertito Weber 24/30 DCLC o Zenith 24/30 EEAC | 83/4500                                     | 142/3000                                    | Citroën ID19 (Export)                       | 1962-65                                     |
| Varianti da 2 litri: 1985 cm³ (86x85,5 mm)     |                                             |                                                                         |                                             |                                             |                                             |                                             |
| DV                                             | 8                                           | Carburatore doppio corpo invertito Weber 24/30 DCLC                     | 84/5250                                     | 144/3000                                    | Citroën ID19                                | 1966-68                                     |
| DY                                             | 8,75                                        | Carburatore doppio corpo invertito Weber 24/30 DCLC                     | 90/5250                                     | 146/3000                                    | Citroën DS19                                | 1965-68                                     |
| DV2                                            | 8                                           | Carburatore doppio corpo invertito Weber 24/30 DCLC                     | 91/5750                                     | 146/4000                                    | Citroën ID19                                | 1968-71                                     |
| DY2                                            | 8,75                                        | Carburatore doppio corpo invertito Weber 24/30 DCLC                     | 103/5500                                    | 149/3400                                    | Citroën DS20                                | 1968-71                                     |
| DY2                                            | 8,75                                        | Carburatore doppio corpo invertito Weber 24/30 DCLC                     | 103/5500                                    | 149/3400                                    | Citroën ID20                                | 1969-70                                     |
| DY2                                            | 8,75                                        | Carburatore doppio corpo invertito Weber 24/30 DCLC                     | 103/5500                                    | 149/3400                                    | Citroën DSuper                              | 1970-71                                     |
| DY2                                            | 8,75                                        | Carburatore doppio corpo invertito Weber 24/30 DCLC                     | 103/5500                                    | 149/3400                                    | Citroën Break 20                            | 1969-72                                     |
| DV3                                            | 8,75                                        | Carburatore doppio corpo invertito Weber 24/30 DCLC                     | 98/5500                                     | 147/3000                                    | Citroën D Spécial                           | 1971-72                                     |
| DY3                                            | 8,75                                        | Carburatore doppio corpo invertito Weber 24/30 DCLC                     | 108/5500                                    | 152/4000                                    | Citroën DS20                                | 1971-75                                     |
| DY3                                            | 8,75                                        | Carburatore doppio corpo invertito Weber 24/30 DCLC                     | 108/5500                                    | 152/4000                                    | Citroën DSuper/DSpécial                     | 1972-75                                     |
| DY3                                            | 8,75                                        | Carburatore doppio corpo invertito Weber 24/30 DCLC                     | 108/5500                                    | 152/4000                                    | Citroën Break 20                            | 1972-76                                     |
| Versioni da 2.2 litri: 2175 cm³ (90x85,5 mm)   |                                             |                                                                         |                                             |                                             |                                             |                                             |
| DX                                             | 8,75                                        | Carburatore doppio corpo invertito Weber 28/36 DDE2                     | 109/5500                                    | 170,7/3000                                  | Citroën DS21                                | 1965-68                                     |
| DX                                             | 8,75                                        | Carburatore doppio corpo invertito Weber 28/36 DDE2                     | 109/5500                                    | 170,7/3000                                  | Citroën ID21 Break                          | 1965-68                                     |
| DX                                             | 8,75                                        | Carburatore doppio corpo invertito Weber 28/36 DDE2                     | 109/5500                                    | 170,7/3000                                  | Citroën DS21 Cabriolet                      | 1965-68                                     |
| DX2                                            | 8,75                                        | Carburatore doppio corpo invertito Weber 28/36 DDE2                     | 115/5750                                    | 173,6/3000                                  | Citroën DS21                                | 1968-72                                     |
| DX2                                            | 8,75                                        | Carburatore doppio corpo invertito Weber 28/36 DDE2                     | 115/5750                                    | 173,6/3000                                  | Citroën DSuper 5                            | 1972-75                                     |
| DX2                                            | 8,75                                        | Carburatore doppio corpo invertito Weber 28/36 DDE2                     | 115/5750                                    | 173,6/3000                                  | Citroën Break 21                            | 1969-72                                     |
| DX2                                            | 8,75                                        | Carburatore doppio corpo invertito Weber 28/36 DDE2                     | 115/5750                                    | 173,6/3000                                  | Citroën DS21 Cabriolet                      | 1968-71                                     |
| DX3                                            | 9                                           | Iniezione elettronica indiretta Bosch                                   | 139/5250                                    | 196/4000                                    | Citroën DS21 i.e.                           | 1969-72                                     |
| DX3                                            | 9                                           | Iniezione elettronica indiretta Bosch                                   | 139/5250                                    | 196/4000                                    | Citroën DS21 i.e. Cabriolet                 | 1969-71                                     |
| Versioni da 2.3 litri: 2347 cm³ (93.5x85.5 mm) |                                             |                                                                         |                                             |                                             |                                             |                                             |
| DX4                                            | 8,75                                        | Carburatore doppio corpo Weber 28/36 DDE2                               | 124/5750                                    | 187,3/3500                                  | Citroën DS23                                | 1972-75                                     |
| DX4                                            | 8,75                                        | Carburatore doppio corpo Weber 28/36 DDE2                               | 124/5750                                    | 187,3/3500                                  | Citroën Break 23                            | 1972-75                                     |
| DX5                                            | 9                                           | Iniezione elettronica indiretta Bosch                                   | 141/5500                                    | 201/3500                                    | Citroën DS23 i.e.                           | 1972-75                                     |
| 1 Solo per alcuni mercati esteri               |                                             |                                                                         |                                             |                                             |                                             |                                             |